# Desa Cibingbin (administrativ by i Indonesien, lat -6,72, long 107,51)
Desa Cibingbin är en administrativ by i Indonesien.   Den ligger i provinsen Jawa Barat, i den västra delen av landet, 90 km sydost om huvudstaden Jakarta.